# Вулиця Віллема Реймана
Вулиця Вілема Реймана (ест. Villem Reimani tänav), у 1957–1991 роках вулиця Яна Анвельта (ест. Jaan Anveldi tänav) — вулиця в Таллінні, столиці Естонії .

## Географія
Проходить у мікрорайоні Компассі міського району Кесклінн. Починається від Нарвського шосе, закінчується на перехресті з вулицею Гонсіорі . Має односторонній рух.
Протяжність вулиці — 278 метрів .

## Історія
Вулиця отримала свою назву в 1934 році на честь естонського громадського діяча, історика, пастора Віллема Реймана (1861—1917). З 30 жовтня 1957 по 17 жовтня 1991 року вулиця називалася вулицею Яна Анвельта, на честь одного з керівників Комуністичної партії Естонії, письменника Яна Анвельта. 18 жовтня 1991 року вулиці повернули колишню назву .
По вулиці Реймана проходять міські автобусні маршрути номер 60 та 63 (зупинка «Maneeži») .

## Забудова

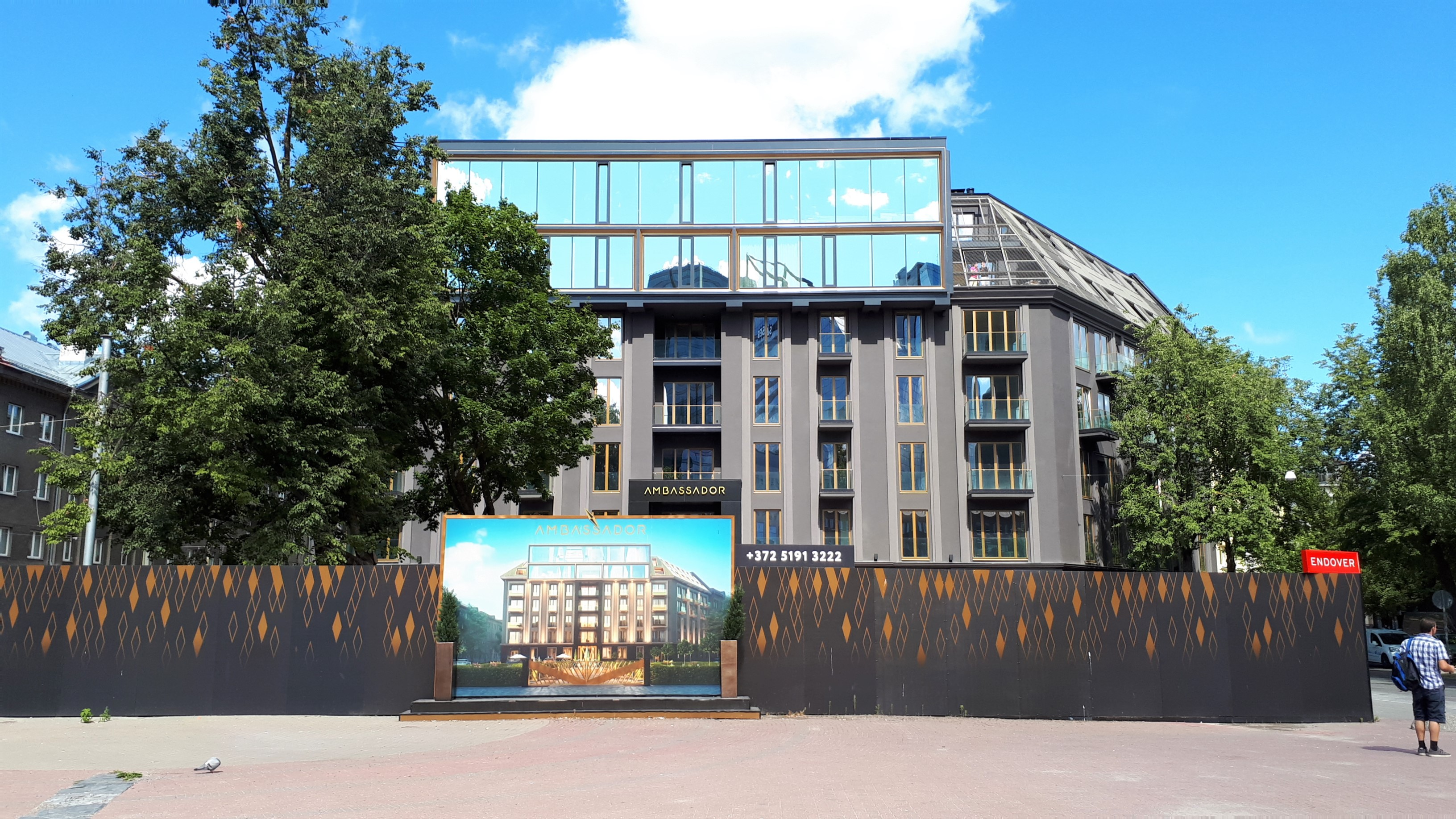
Будинок 8 на останньому етапі реконструкції

Реєстрову адресу вулиці носять дев'ять кам'яних будов :
- будинок 2 — п'ятиповерховий житловий будинок, зведений 1956 року;
- будинок 3 — чотириповерховий житловий будинок (1957); у будівлі працює дитячий садок «Мюракару» (Tallinna Mürakaru Lasteaed);
- будинок 4 — п'ятиповерховий житловий будинок (1952);
- будинок 5 — чотириповерховий житловий будинок (1956);
- будинок 5А — чотириповерховий житловий будинок, збудований у 1936 році;
- будинок 6 — п'ятиповерховий житловий будинок (1959);
- будинок 7 — п'ятиповерховий житловий будинок (1956);
- будинок 7A — шестиповерховий житловий будинок, збудований у 1994 році;
- будинок 8 — семиповерховий офісно-житловий будинок, збудований у 1957 році (колишня адреса вул. Гонсіорі 9), після капітальної перебудови у 2021 році став житловим будинком з квартирами люкс-класу та отримав назву «Ambassador», ціна однієї з найдорожчих квартир у якому становила 679 900 евро[6] ; раніше у будівлі розміщувалися гуртожиток та навчальні приміщення Державного художнього інституту Естонської РСР ;
- будинок 9 — одноповерхова будівля, в якій розташований квітковий магазин-павільйон «Канніке»; збудовано у 1969 році.

У кутовому будинку по непарній стороні на початку вулиці з 1947 року працює легендарне кафе «Нарва» (Нарвське шосе, 10).

## Програма захисту естонської архітектури ХХ століття

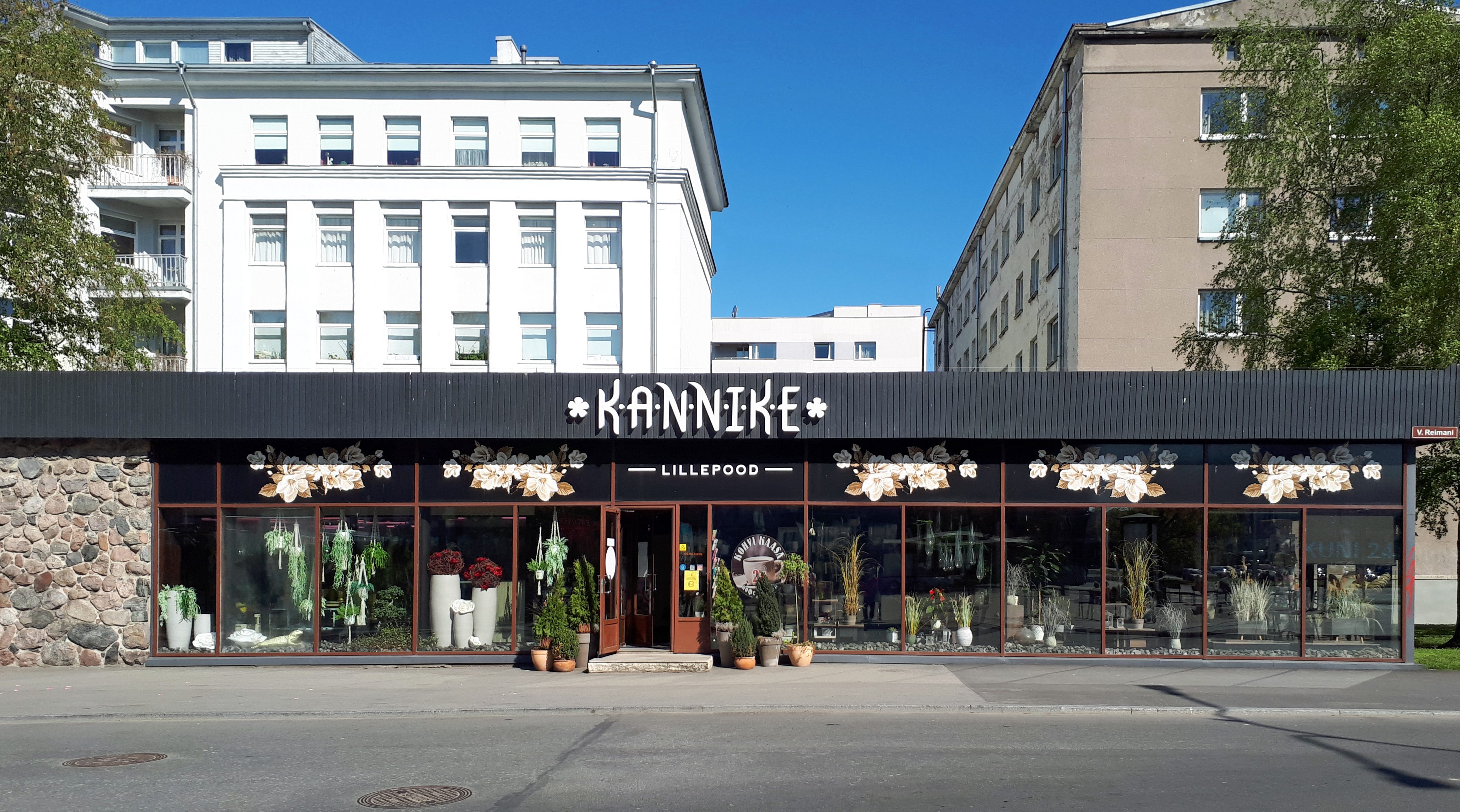
Будинок 9, квітковий магазин «Канніке»

З ініціативи міністерства культури Естонії, департаменту охорони пам'яток старовини, Естонської академії мистецтв та музею архітектури Естонії в період з 2008 по 2013 рік у рамках «Програми захисту естонської архітектури 20-го століття» було складено базу даних найцінніших архітектурних творів Естонії XX століття. У ній міститься інформація про будівлі та споруди, побудовані в 1870—1991 роки, які запропоновано розглядати як частину архітектурної спадщини Естонії і виходячи з цього або охороняти на державному рівні, або взяти на облік.
До цієї бази даних входить будівля квіткового магазину «Канніке», вул. Реймана, 9 («Kannike», у перекладі з естонської — фіалка), архітектор Тійт Хансен (Tit Hansen) .